# Nálepkovo
Nálepkovo (bis 1948 slowakisch „Vondrišel“; deutsch Wagendrüssel, ungarisch Merény – bis 1877 Vagendrüssel) ist eine Gemeinde in der Ostslowakei. Sie liegt im Tal des Hnilec, zwischen den Gebirgen Hnilecké vrchy und Volovské vrchy, etwa 20 km von Spišská Nová Ves und 25 km von Gelnica entfernt.

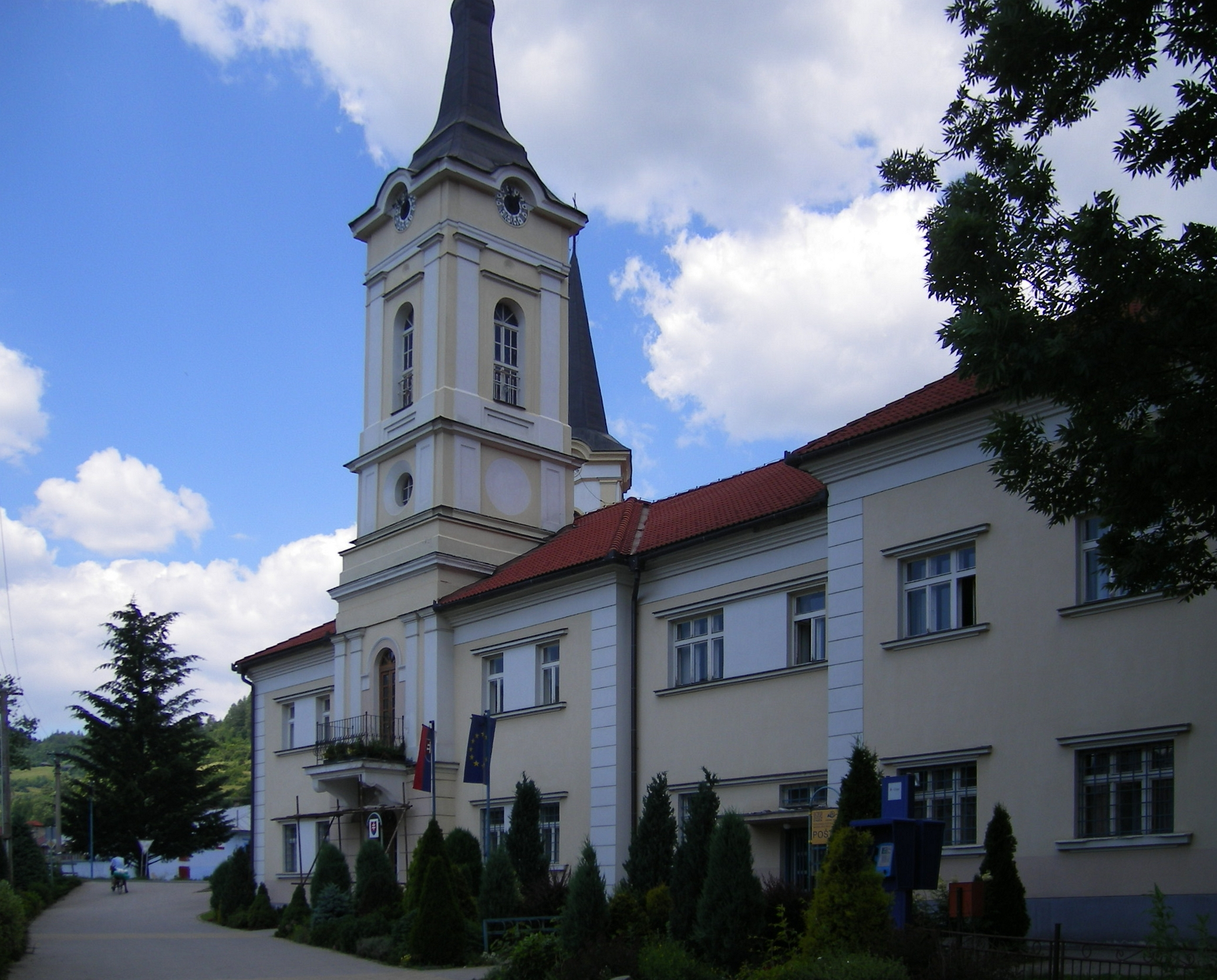
Blick auf das Rathaus

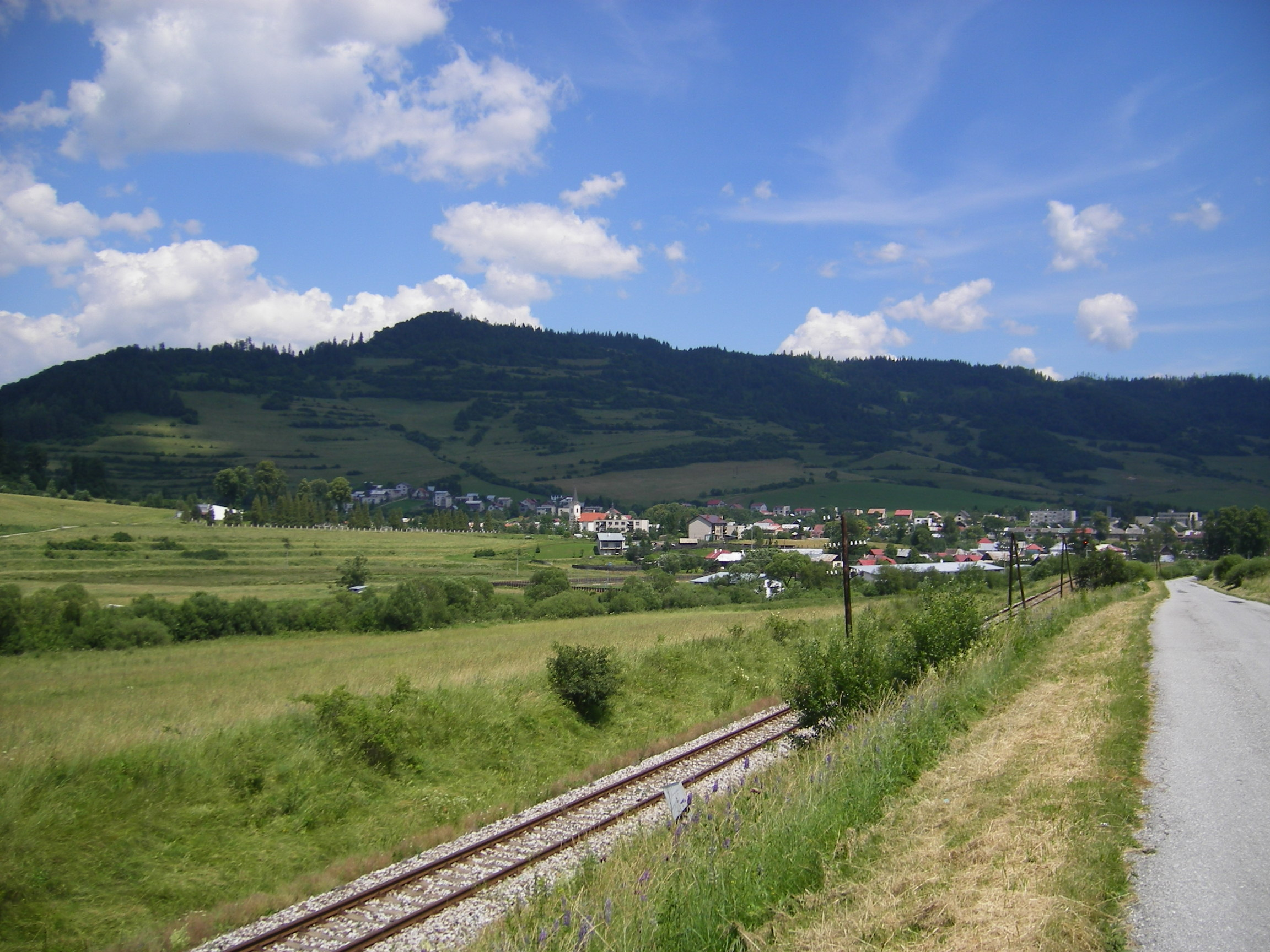
Nálepkovo von Westen. Die Bahnstrecke Margecany–Červená Skala verläuft im Vordergrund

Der Ort wurde 1290 erstmals schriftlich als Vagndruzel erwähnt. 1948 wurde der Ort nach dem slowakischen Offizier und Partisanenkommandanten Ján Nálepka benannt.
Zum Gemeindegebiet zählen neben dem eigentlichen Dorf auch die Gemeindeteile Čierna Hora (deutsch Schwarzenberg), Hámre (deutsch Hammer) und Zahájnica.